# Bonnewitz
Bonnewitz ist ein Stadtteil von Pirna im Landkreis Sächsische Schweiz-Osterzgebirge. 

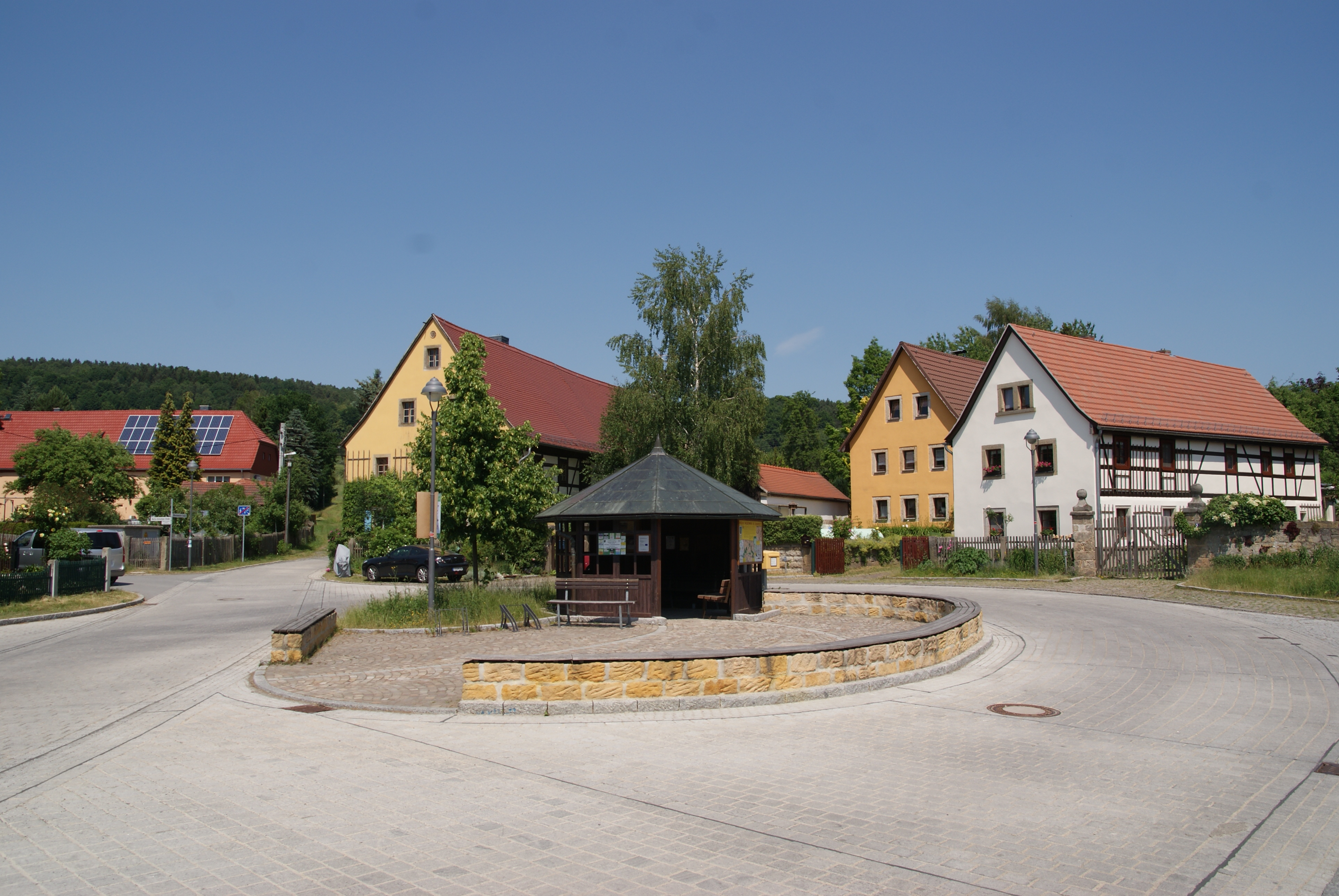
Bonnewitzer Ortskern

## Geographie
Bonnewitz gehört zur Ortschaft Graupa bzw. zum statistischen Stadtteil Graupa/Bonnewitz und befindet sich im äußersten Norden des Stadtgebiets. Benachbarte Pirnaer Gemarkungen sind Großgraupa im Süden und Westen sowie Liebethal im Osten. Nordöstlich benachbart ist Wünschendorf, Gemeinde Dürrröhrsdorf-Dittersbach. Im Norden grenzt Bonnewitz außerdem an die Gemarkung Eschdorf, die zu Dresden gehört. Der nächstgelegene Pirnaer Stadtteil im Süden ist Hinterjessen, das von Bonnewitz allerdings durch einen schmalen Streifen Großgraupaer Flur getrennt ist. 
Bonnewitz liegt im Übergangsbereich mehrerer Landschaften. Während sich östlich des Stadtteils die Sächsische Schweiz ausdehnt, beginnt westlich davon der Elbtalkessel. Östlich von Bonnewitz steht Elbsandstein an, südlich und westlich liegen mehrere Kiestagebaue. Nördlich der Ortslage laufen die Dresdner Elbhänge aus, die sich bis zur Radeberger Vorstadt Dresdens erstrecken. Ein Teil davon steht als FFH-Gebiet Elbtalhänge zwischen Loschwitz und Bonnewitz unter Schutz. In diesem Bereich verläuft in Ost-West-Richtung außerdem die Lausitzer Verwerfung als Nordgrenze des Elbsandsteingebirges. 
Nördlich dieser dicht bewaldeten und markanten Geländestufe dehnt sich das Schönfelder Hochland aus. An der Südseite des dort gelegenen Triebenbergs, der höchsten Erhebung Dresdens, entspringen mehrere Rinnsale, die die Ilke speisen. Dieser Bach fließt durch Bonnewitz und weiter durch den Bonnewitzer Grund, bis er bei Jessen in die Wesenitz mündet. Im Quellgebiet der Ilke liegen die „Hohen Brücken“. Dabei handelt es sich um die Bezeichnung für einen Forstort, an dem alte Jagdwege zwischen Pillnitz und Lohmen die Kerbtälchen auf Brücken aus der Zeit des Kurfürstentums Sachsen überqueren.
Etwa im Zentrum der Flur blieb der Dorfkern in Form eines Rundlings erhalten. Dementsprechend heißt der Dorfplatz auch „Am Bonnewitzer Rundling“. Durch Bonnewitz verläuft die Staatsstraße 177, die als Ostumfahrung Dresdens fungiert. Weitere wichtige Straßen sind die Radeberger Straße, die nach Copitz führt, sowie die Bonnewitzer Straße als Verbindung nach Graupa. An den ÖPNV ist Bonnewitz über die Buslinien 234 von Müller Busreisen sowie die Buslinie 83 der Dresdner Verkehrsbetriebe angebunden. 

## Geschichte

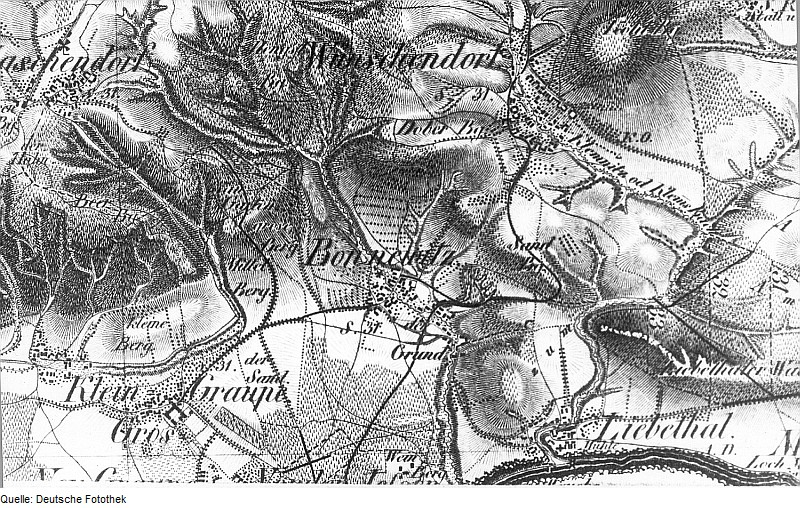
Bonnewitz auf einer Karte aus dem 19. Jahrhundert

Erstmals erwähnt wurde Bonnewitz 1378 als „Ponewicz“. Der Ortsname hat den gleichen Ursprung wie jener der südlich Dresdens gelegenen Gemeinde Bannewitz. Ihm liegt die rekonstruierte altsorbische Form *Panovici zugrunde. Darin enthalten ist *pan, das slawische Wort für „Herr“. Möglicherweise war dieses Wort auch Bestandteil eines davon abgeleiteten Personennamens, so Panak oder Panaš. Somit lässt sich der Ortsname übersetzen mit „Siedlung der Leute eines Herren oder einer Person mit Namen Pan o. ä.“. In der Folgezeit wurde der Ort 1444 als „Panewicz“ und 1465 als „Penewitz“ erwähnt. Vier Jahre später bezeichnete man ihn als „das dorf Ponewicz bey Libintayl gelegin“ („Bonnewitz bei Liebethal“). Im Jahre 1595 hieß er „Bonawicz“, 1721 dann „Pinnewitz“. 
Bonnewitz war in früher Zeit nach Dohna gepfarrt, 1539/40 dann nach Liebethal. Anschließend gehörte es zur Parochie Porschendorf, seit 1863 wieder zur Kirchgemeinde Liebethal. Südöstlich des Ortskerns blieb an der Radeberger Straße ein altes Steinkreuz erhalten. Um Bonnewitz, dessen Bewohner sich ihr Einkommen in der Landwirtschaft verdienten, erstreckte sich eine rund 214 Hektar (Stand: 1900) große Blockflur. Die Grundherrschaft übten 1551 die Besitzer des Rittergutes Dittersbach aus, 1696 und 1764 unterstand der Ort dem Rittergut Schönfeld. Die Verwaltung oblag im 16. Jahrhundert den Ämtern Lohmen und Stolpen, 1696 bis hinein ins 19. Jahrhundert dann dem Amt Dresden. Auf Grundlage der Landgemeindeordnung von 1838 erlangte Bonnewitz Selbstständigkeit als Landgemeinde. Im Jahr 1856 gehörte es zum Gerichtsamt Schönfeld, 1875 kam es zur Amtshauptmannschaft Pirna und 1952 schließlich zum Kreis Pirna. Im Jahre 1972 erfolgte die Eingemeindung nach Graupa, als dessen Teil Bonnewitz seit 1999 zu Pirna gehört. Im Juli 2011 wurde nach zehnmonatiger Bauzeit der neugestaltete Dorfplatz fertiggestellt.

## Heilpädagogische Schule

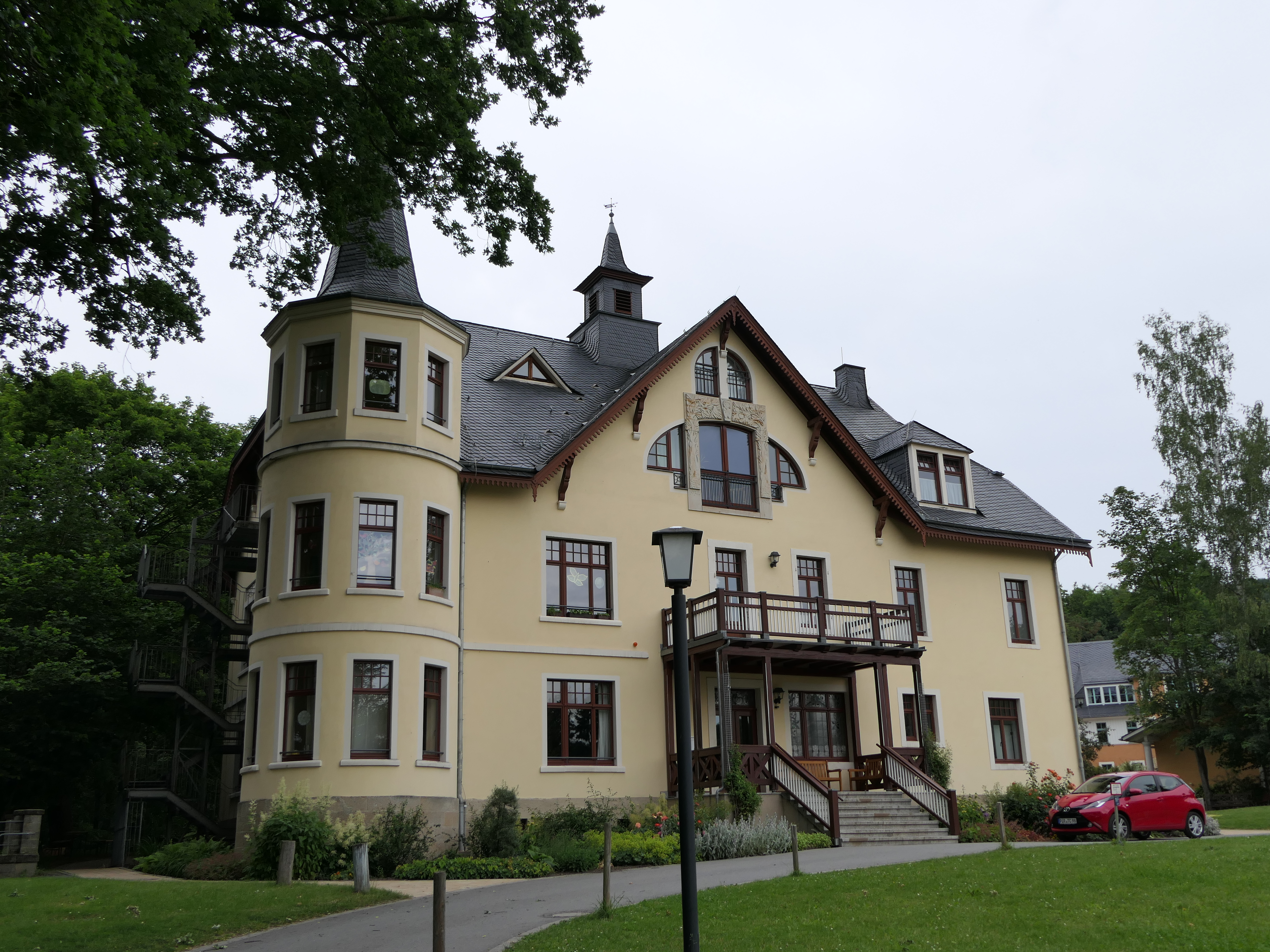
Heilpädagogische Schule Bonnewitz (Hauptgebäude)

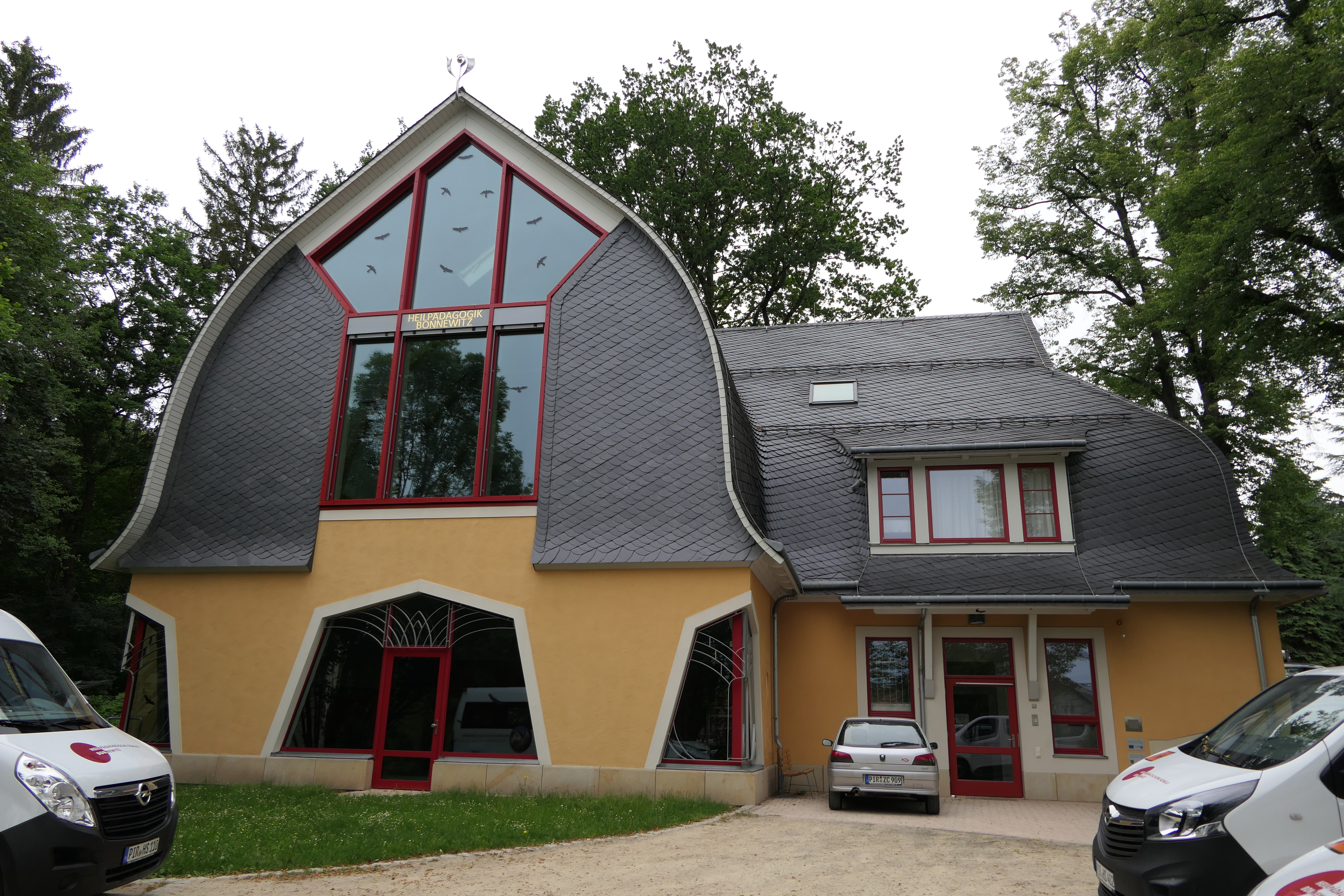
Heilpädagogische Schule Bonnewitz (Therapiehaus)

Die 1934 von Annemarie Spitzner, ihrem späteren Ehemann Martin Kretschmer sowie Margarete Bär in Hellerau gegründete heilpädagogische Schule verlagerte zum 1. Oktober 1935 ihren Standort in eine repräsentative Bonnewitzer Villa. Die Geheime Staatspolizei löste das Institut in Bonnewitz einige Monate nach Kretschmers Verhaftung am 29. Januar 1942 auf; das Gebäude wurde am 23. März durch das Landratsamt zugunsten der Hitlerjugend beschlagnahmt. Anknüpfend an die anthroposophische Tradition Kretschmers wurde nach der Wende die Heilpädagogische Schule Bonnewitz in freier Trägerschaft gegründet. 

### Einwohnerentwicklung
| Jahr    | Einwohner                      |
| ------- | ------------------------------ |
| 1547/51 | 11 besessene Mann, 10 Inwohner |
| 1764    | 10 besessene Mann, 10 Häusler  |
| 1834    | 161                            |
| 1871    | 190                            |
| 1890    | 194                            |
| 1910    | 217                            |
| 1925    | 258                            |
| 1939    | 354                            |
| 1946    | 383                            |
| 1950    | 426                            |
| 1964    | 377                            |